# Cistopus
Cistopus is een geslacht van inktvissen uit de familie van Octopodidae.

## Soorten
- Cistopus chinensis Zheng, Lin, Lu & Ma, 2012
- Cistopus indicus (Rapp [in Férussac & d'Orbigny], 1835)
- Cistopus platinoidus Sreeja, Norman & Biju Kumar, 2015
- Cistopus taiwanicus Liao & Lu, 2009

### Synoniemen
- Cistopus bursarius Steenstrup in Hoyle, 1886 => Cistopus indicus (Rapp [in Férussac & d'Orbigny], 1835)